# Wu Shuang Pu
Wu Shuang Pu (無雙 譜; Oversigt over Uforlignelige Helte) er en bog med træsnit fra 1694 af maleren Jin Shi (金 史), høflighedsnavn Jin Guliang (金 古 良).  Denne bog indeholder biografier og forestillede portrætter af 40 bemærkelsesværdige kinesere fra Han-dynastiet til Song-dynastiet,  styret af et beslægtet digt. Illustrationer til bogen blev bredt distribueret og genbrugt, herunder på porcelænsværker. Jin Guliang fulgte eksemplerne fra Cui Zizhong (崔子忠),  der startede den første store genoplivning af figurmaleri siden Song-dynastiet. Jin udviklede bogen sammen med træskærer Zhu Gui (朱 圭).  Jin skriver i sin bog, at disse helte ikke har nogen parallel, Wu (nej) Shuang (parallel) Pu (bog), disse helte er uforlignelige.

## Inkluderede biografier
| Nr. | Navn   | Oversættelse                                                                                             |
| --- | ------ | --- |
| 1   | 张良   | Zhang Liang (ca.250-189 f.kr) (Zhang Zifang 张子房, Liu Hou 留侯)                                        |
| 2   | 项羽   | Xiang Yu (232-202 f.kr) (Xichu Bawang 西楚霸王)                                                          |
| 3   | 伏生   | Fu Sheng (ca.268-178 f.kr)                                                                               |
| 4   | 东方朔 | Dongfang Shuo (154-93 f.kr) (Dong Fang Man Qian 东方曼倩)                                                |
| 5   | 张骞   | Zhang Qian (164-114 f.kr)                                                                                |
| 6   | 苏武   | Su Wu (140-60 f.kr) (Su Si Qing 苏子卿)                                                                  |
| 7   | 司马迁 | Sima Qian (ca.145-86 BC) (Long Men Si 龙门司, Ma Qian Si 马迁司, Ma Zi Chang 马子长)                     |
| 8   | 董贤   | Dong Xian (23-1 f.kr)                                                                                    |
| 9   | 严子陵 | Yan Zi Ling (ca.0-75) (Yan Xiansheng 严先生, Yan Guang 嚴光)                                             |
| 10  | 曹娥   | Cao E (ca.130-143) (Cao Xiaonü 曹孝女)                                                                   |
| 11  | 班超   | Ban Chao (32-102) (Ding Yuan Hou 定远侯)                                                                 |
| 12  | 班昭   | Ban Zhao (45-116) (Ban Huiban 班惠班, Cao Daijia 曹大家)                                                 |
| 13  | 赵娥   | Zhao E (ca.150-250) (Zhao E Qin 趙娥親)                                                                  |
| 14  | 孙策   | Sun Ce (175-200) (Jiang Dong Sun Lang 江东孙郎)                                                          |
| 15  | 诸葛亮 | Zhuge Liang (181-234) (Han Cheng Qiang 汉承相)                                                           |
| 16  | 焦孝然 | Jiao Xiao Ran (ca. 481-221 f.kr) (Yin Shi 隐士)                                                          |
| 17  | 刘谌   | Liu Chen (ca.220-263) (Beidi Wang, Prins af Beidi 北地王)                                                |
| 18  | 羊祜   | Yang Hu (221-278) (Yang Shu Zi 羊叔子)                                                                   |
| 19  | 周处   | Zhou Chu (236-297)                                                                                       |
| 20  | 绿珠   | Lüzhu (ca.250-300)                                                                                       |
| 21  | 陶渊明 | Tao Yuanming (365-427)                                                                                   |
| 22  | 王猛   | Wang Meng (325-375) (Wang Jing Lue 王景略)                                                               |
| 23  | 謝安   | Xie An (320-385) (Xie Gong 谢公, Jin Tai Fu 晋太傅) (Xie Anshi 謝安石)                                   |
| 24  | 苏蕙   | Su Hui (351-381) (Su Ruo Lan 苏若兰)                                                                     |
| 25  | 花木兰 | Hua Mulan (ca.400-500)                                                                                   |
| 26  | 冼夫人 | Xian Fu Ren (ca.512-602) (Lady Xian) (Qiaoguo Fu Ren 谯国夫人)                                           |
| 27  | 武则天 | Wu Zetian (624-705) (Wu Zhao 武曌)                                                                       |
| 28  | 狄仁杰 | Di Renjie (Liang Gong 梁公) (630-700)                                                                    |
| 29  | 安金藏 | An Jincang (ca.600-800) (dai guo gong le gong an 代国公乐工安金藏)                                       |
| 30  | 郭子仪 | Guo Ziyi (697-781) (Shangfu Guo/changfu Guo, fen yang wang 尚父郭汾阳王)                                 |
| 31  | 李白   | Li Bai (701-762) (Li Tai Bai, Li po, Li Tai Po, Li Qing Lian, (Hao) Qinglian Jushi)                      |
| 32  | 李泌   | Li Bi (722-789) (Liye Hou 李邺侯)                                                                        |
| 33  | 张承业 | Zhang Chengye (846-922) (Tang Jian Jun 唐建军)                                                           |
| 34  | 冯道   | Feng Dao (882-954) (chang yue lao 长乐老)                                                                |
| 35  | 陳摶   | Chen Tuan (871-989) (Chen Chuan 陈抟, Chen Tunan, Xian Cheng (华山陈图南先生 hua shan chen tu nan xian)) |
| 36  | 钱镠   | Qian Liu (852-932) (Qian X), (吴越钱武肃王 wu yue qian wu su wang)                                       |
| 37  | 安民   | An Min (c.1050-1125)                                                                                     |
| 38  | 陈东   | Chen Dong (1086-1127) (Tai Xue Lu 太学绿)                                                                |
| 39  | 岳飞   | Yue Fei (1103-1142) (Yue E Wang 岳鄂王)                                                                  |
| 40  | 文天祥 | Wen Tianxiang (1236-1283) (Wen Chengxiang 丞相)                                                          |

## Udvalgte republikationer (kinesisk)
- Jin, Guliang (1996). Wu shuang pu. Shijiazhuang Kina: Hebei folk forlag. ISBN 7531008157.
- Jin, Guliang (2013). Wu shuang pu. Hefei Kina: Anhui folk forlag. ISBN 7212060542.

## Udvalgte republikationer (engelsk)
- Jacobs, Arno (2021). The beauty of Chinese Porcelain, Symbolism and WuShuangPu. ISBN 9798716899834.

## Eksternt link
- (kinesisk) Wu Shuang Pu på stedet for Baidu Baike